# 释明生
释明生（1960年9月—），俗名林宏生，男，广东惠来人，中华人民共和国佛教僧侣，光孝寺住持，中国佛教协会副会长。第十、十一届全国人大代表。

## 生平
毕业于泰国摩诃朱拉隆功大学佛学丶華南理工大學工商管理碩士

## 社会兼职
中国佛教协会副会长、中国反邪教协会理事、广东省反邪教协会副会长、广东省佛教协会会长、珠海市青年联合会常委、广东省政协委员、佛山市佛教协会会长、广州光孝寺方丈、珠海普陀寺住持、佛山仁寿寺住持、海南南山寺监院
2008年起担任全国人大代表。